# Star - EWF Latino
Star - EWF Latino is een muziekalbum van Cubop City Big Band uit 2016 met Spaanstalige salsaversies van Earth, Wind & Fire-klassiekers.
Het gecrowdfunde album werd uitgebracht ter gelegenheid van twintig jaar Cubop City Big Band en benadrukte de schatplichtigheid van Earth, Wind & Fire aan Zuid-Amerikaanse stijlen. Ter promotie van EWF - Star Latino toerde de door Lucas van Merwijk geleide band twee jaar langs de Nederlandse theaters en zalen.

## Tracklijst
1. Star (5:11)
2. Sing a Song (7:08)
3. In the Stone (5:30)

1. September (6:28)
2. Get Away (5:47)
3. Boogie Wonderland (7:32)
4. Saturday Nite (7:19)
5. Let's Groove Tonight (4:51)
6. Can't Hide Love (5:34)
7. Fantasy (7:06)